# Frederik Tuta
Frederik Tuta (1269-1291) was een zoon van Diederik van Landsberg en Helena van Brandenburg.
Hij erfde het markgraafschap Landsberg na de dood van zijn vader in 1285.
Na de dood van zijn grootvader, Hendrik III van Meißen in 1288 brak er een erfstrijd uit met zijn neven Frederik I van Meißen en Diezmann. Het resultaat was dat Frederik Tuta en zijn oom Albrecht de Ontaarde het markgraafschap Meissen gemeenschappelijk gingen regeren en dat Diezman de Oostmark kreeg. Reeds in 1289 kocht Frederik Tuta het aandeel in Meissen van zijn oom. Hij deed dit met in beslag genomen, voor de kruistochten bestemd geld. In 1291 overleed Frederik Tuta zonder mannelijke nakomelingen, vergiftigd bij het eten van kersen.
Na de dood van Frederik Tuta vond er door de familie een nieuwe verdeling plaats:
- Frederik I kreeg het markgraafschap Meißen.
- Het markgraafschap Landsberg werd gedeeld: het grootste deel kwam aan Albrecht de Ontaarde. Zijn zonen Frederik I en Diezmann kregen de rest met Leipzig. Dit gebied ging later Osterland heten.